# 동백동
동백동(東栢洞)은 대한민국 용인시 기흥구 동부에 있는 법정동이다. 행정동 동백동은 동백동과 중동을 관할하며, 동백1동, 동백2동, 동백3동이 설치되어 있다.

## 연혁
- 조선 시대: 용인군 동변면(東邊面)
- 1914년: 동막리(東幕里)와 백현리(栢峴里)를 합쳐 동백리가 됨.
- 1931년: 용인군 구성면 동백리가 됨.
- 1996년 3월 1일: 용인군이 용인시로 승격하여 용인시 구성면 동백리가 됨.
- 2000년 9월 1일: 구성면이 구성읍으로 승격하여 용인시 구성읍 동백리가 됨.
- 2005년 10월 31일: 기흥구가 신설되어 기존의 구성읍 아래의 리가 동으로 승격하면서 용인시 기흥구 동백동이 되었다. 관할 행정동은 어정동.
- 2007년 7월 1일: 행정동 어정동을 폐지하고 동백동과 상하동으로 분동했다.[1]
- 2020년 1월 20일: 동백동을 동백1동, 동백2동, 동백3동으로 분동하였다.

## 인구

### 인구 구성

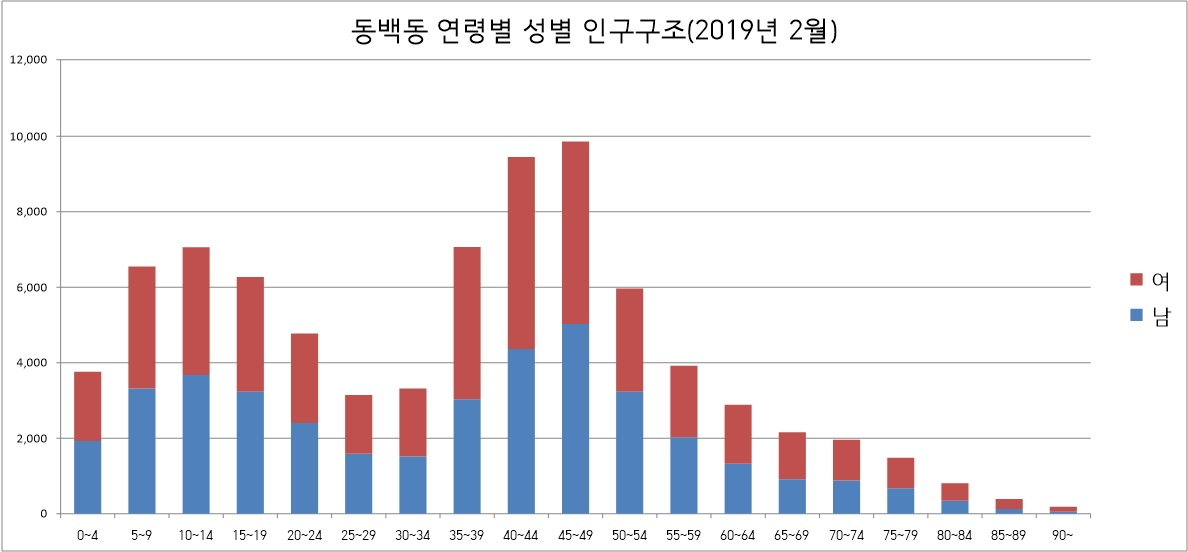
동백동 성별 연령별 인구 구조

동백동의 인구는 80,981명(2019년 2월 28일 기준, 내국인)으로 용인시 전체 인구의 7.8%를 차지한다. 남자는 39,637명, 여자는 41,344명이다.
외국인은 남성 149명, 여성 211명으로 총 360명이다. 동백동의 인구 구조는 도시 지역의 특성이 나타나서 유소년(15세 미만) 인구 비율은 21.4%로 용인시 전체 16.1%보다 많으며 노년(65세 이상) 인구 비율은 8.6%로 용인시 전체 12.2%보다 작다.

### 산업별 종사자 현황
2015년 현재 동백동의 산업 총종사자 수는 12,928명이다. 남자는 5,602명, 여자는 7,326명이다. 교육서비스업 종사자가 2,554명으로 가장 비중이 높고, 도매 및 소매업 종사자는 1,978명으로 두번째로 비중이 높다. 또한 동백3동(중동)에는 용인세브란스병원이 있고 요양원, 노인복지센터가 많기 때문에 보건업 및 사회복지서비스업 종사자가 1,706명으로 높은 비중을 차지한다.

## 아파트
| 단지명                         | 건설사              | 시행사                               | 주소                          | 입주        | 비고                                      |
| ------------------------------ | ------------------- | ------------------------------------ | ----------------------------- | ----------- | ----------------------------------------- |
| 호수마을 3단지                 | 남양건설            | 대한주택공사                         | 기흥구 동백8로 64             | 2006년 3월  | 국민임대                                  |
| 호수마을 5단지 어울림          | 금호산업            | 대한주택공사                         | 기흥구 동백8로 27             | 2006년 11월 | '호수마을 5단지 휴먼시아'에서 단지명 변경 |
| 백현마을 7단지                 | ㈜신일              | 대한주택공사                         | 기흥구 동백8로 103            | 2006년 3월  | 국민임대                                  |
| 백현마을 8단지 아너스빌        | 경남기업            | 대한주택공사                         | 기흥구 동백8로131번길 9       | 2006년 11월 | '백현마을 8단지 휴먼시아'에서 단지명 변경 |
| 백현마을 9단지                 | 남양건설 건남토건㈜ | 대한주택공사                         | 기흥구 동백8로131번길 20      | 2006년 5월  | 국민임대                                  |
| 초당마을 3단지                 | 온빛건설㈜          | 대한주택공사                         | 기흥구 동백중앙로 41          | 2006년 4월  | 국민임대                                  |
| 어은목마을 벽산블루밍          | 벽산건설            | 한국토지신탁                         | 기흥구 동백2로 11             | 2006년 3월  | '어은목마을 코아루 벽산'에서 단지명 변경  |
| 어은목마을 동백역 경남아너스빌 | 경남기업            | 한국토지신탁                         | 기흥구 동백2로 12             | 2006년 3월  | '어은목마을 코아루 경남'에서 단지명 변경  |
| 백현마을 코아루                | 풍림산업            | 한국토지신탁                         | 기흥구 동백7로 80             | 2006년 3월  | '백현마을 코아루 풍림'에서 단지명 변경    |
| 초당마을 삼부르네상스          | 삼부토건            | 한국토지신탁                         | 기흥구 동백1로 9 (12단지)     | 2006년 3월  | '초당마을 코아루 삼부'에서 단지명 변경    |
| 초당마을 삼부르네상스          | 삼부토건            | 한국토지신탁                         | 기흥구 동백1로 12 (13단지)    | 2006년 3월  | '초당마을 코아루 삼부'에서 단지명 변경    |
| 호수마을 상록 롯데캐슬         | 롯데건설            | 공무원연금공단                       | 기흥구 동백평촌로 70          | 2007년 2월  |                                           |
| 백현마을 상록 롯데캐슬         | 롯데건설            | 공무원연금공단                       | 기흥구 동백5로 79             | 2007년 2월  |                                           |
| 백현마을 한라비발디            | 한라건설㈜          | 한라건설㈜                           | 기흥구 동백7로 97 (1단지)     | 2006년 2월  |                                           |
| 백현마을 한라비발디            | 한라건설㈜          | 한라건설㈜                           | 기흥구 동백7로 96 (2단지)     | 2006년 2월  |                                           |
| 어은목마을 동백역 한라비발디   | 한라건설㈜          | 한라건설㈜                           | 기흥구 동백4로 72             | 2006년 2월  |                                           |
| 성산마을 신영지웰              | 한라건설㈜          | ㈜신영                               | 기흥구 동백5로 41             | 2006년 8월  |                                           |
| 어은목마을 대원칸타빌          | 대원㈜              | ㈜자영                               | 기흥구 동백2로 37             | 2006년 4월  |                                           |
| 백현마을 동일하이빌            | 동일토건㈜          | 동일토건㈜                           | 기흥구 동백중앙로 312         | 2006년 3월  |                                           |
| 초당마을 현진에버빌            | 현진에버빌㈜        | 현진종합건설㈜                       | 기흥구 동백중앙로 73          | 2006년 2월  |                                           |
| 호수마을 동보노빌리티          | 동보주택건설㈜      | 동보주택건설㈜                       | 기흥구 동백평촌로 39          | 2006년 2월  |                                           |
| 호수마을 계룡리슈빌            | 계룡건설산업        | 계룡건설산업                         | 기흥구 동백평촌로 15          | 2006년 3월  |                                           |
| 호수마을 자연&데시앙           | 태영건설            | 경기주택도시공사                     | 기흥구 동백8로 9              | 2006년 8월  |                                           |
| 호수마을 월드메르디앙 클래식   | 월드건설산업㈜      | 월드건설산업㈜                       | 기흥구 동백8로 19             | 2006년 6월  |                                           |
| 참솔마을 동백역 월드메르디앙   | 월드건설산업㈜      | 삼영화학공업 월드건설산업㈜          | 기흥구 동백죽전대로 283       | 2006년 2월  | 구 삼영화학공업㈜ 용인공장 부지           |
| 호수마을 서해그랑블            | 서해종합건설㈜      | 서해종합건설㈜                       | 기흥구 동백7로 56             | 2006년 4월  |                                           |
| 백현마을 서해그랑블            | 서해종합건설㈜      | 서해종합건설㈜                       | 기흥구 동백8로 89             | 2006년 4월  |                                           |
| 성산마을 서해그랑블            | 서해종합건설㈜      | 서해종합건설㈜                       | 기흥구 동백4로 26             | 2006년 4월  |                                           |
| 신동백 서해그랑블 1차          | 서해종합건설㈜      | 서해종합건설㈜                       | 기흥구 동백죽전대로527번길 81 | 2013년 7월  |                                           |
| 신동백 서해그랑블 2차          | 서해종합건설㈜      | 서해종합건설㈜                       | 기흥구 언동로217번길 31       | 2014년 6월  |                                           |
| 신동백 아이파크                | 현대산업개발        | ㈜엘시종합건설                       | 기흥구 언동로217번길 11       | 2007년 3월  |                                           |
| 해든마을 동문굿모닝힐          | 동문건설㈜          | 동문동백주택조합 동문동백제1주택조합 | 기흥구 동백죽전대로 455-10    | 2007년 11월 |                                           |
| 동백마을 동원로얄듀크          | 동원개발            | 군인공제회                           | 기흥구 동백죽전대로 455-17    | 2007년 7월  |                                           |
| 어정마을 서희삼정 그린뷰       | ㈜삼정건설          | 서희건설                             | 기흥구 언동로 193-26          | 2003년 5월  |                                           |
| 백현마을 모아미래도 1단지      | 모아종합건설㈜      | 모아건설                             | 기흥구 동백8로 90             | 2006년 2월  |                                           |
| 백현마을 모아미래도 2단지      | 덕평산업개발㈜      | ㈜모아주택산업                       | 기흥구 동백8로 126            | 2006년 2월  |                                           |

## 교통

### 대중 교통
과거 수려선이 동을 횡단하였으며, 현재 용인경전철의 어정역, 동백역, 초당역이 있으며 이를 통해 기흥구 서부와 처인구 일대를 왕래할 수 있다.
용인시의 여러 마을버스와 도시형 버스, 직행좌석버스가 운행하고 있다. 또한 성남시의 도시형 버스 일부도 운행하고 있다. 용인 - 인천국제공항, 용인 - 김포국제공항 공항버스도 경유한다.

### 도로
동백동 북부를 영동고속도로가 마성 나들목진출로가 2018년에 개통해 에버랜드까지 돌아가는 불편함을 줄여줬다.  42번 국도에서 분화된 동백-죽전 간 동백죽전대로가 있으며, 동 중앙을 초당고등학교-동백저수지 간 동백중앙로가 관통한다.
2012년 8월 10일, 수지구 상현동 광교상현 나들목에서 마북동, 구성지구, 동백동을 경유하여 포곡읍 전대리 포곡중학교를 연결하는 총연장 15km의 석성로가 전구간 개통했다. 기흥구 동백동 ~ 처인구 포곡읍 마성리간 길이 580m, 너비 20m, 왕복 4차선 규모의 동백터널과, 동백1·2교·마성1교·영문5교 교량 4개가 설치되었다.

## 같이 보기
- 어정동
- 상하동